# Jose Collins

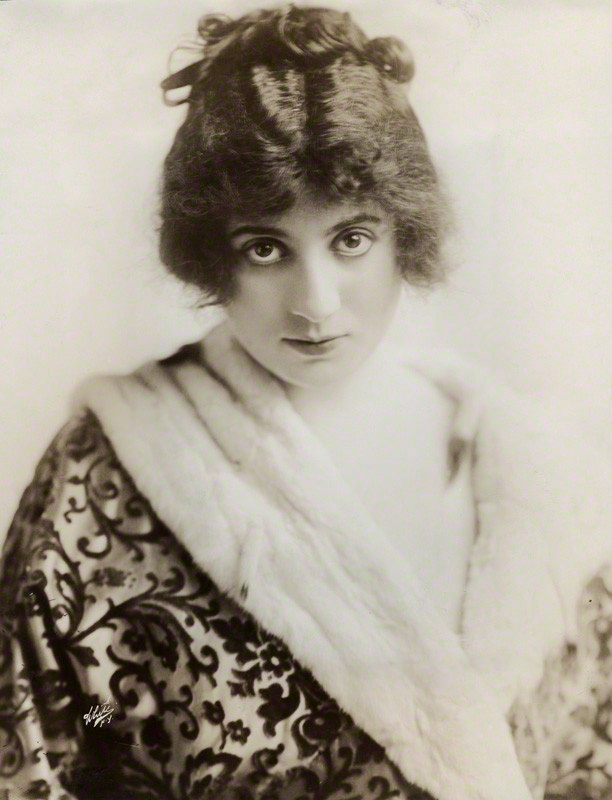
La Collins nel 1914

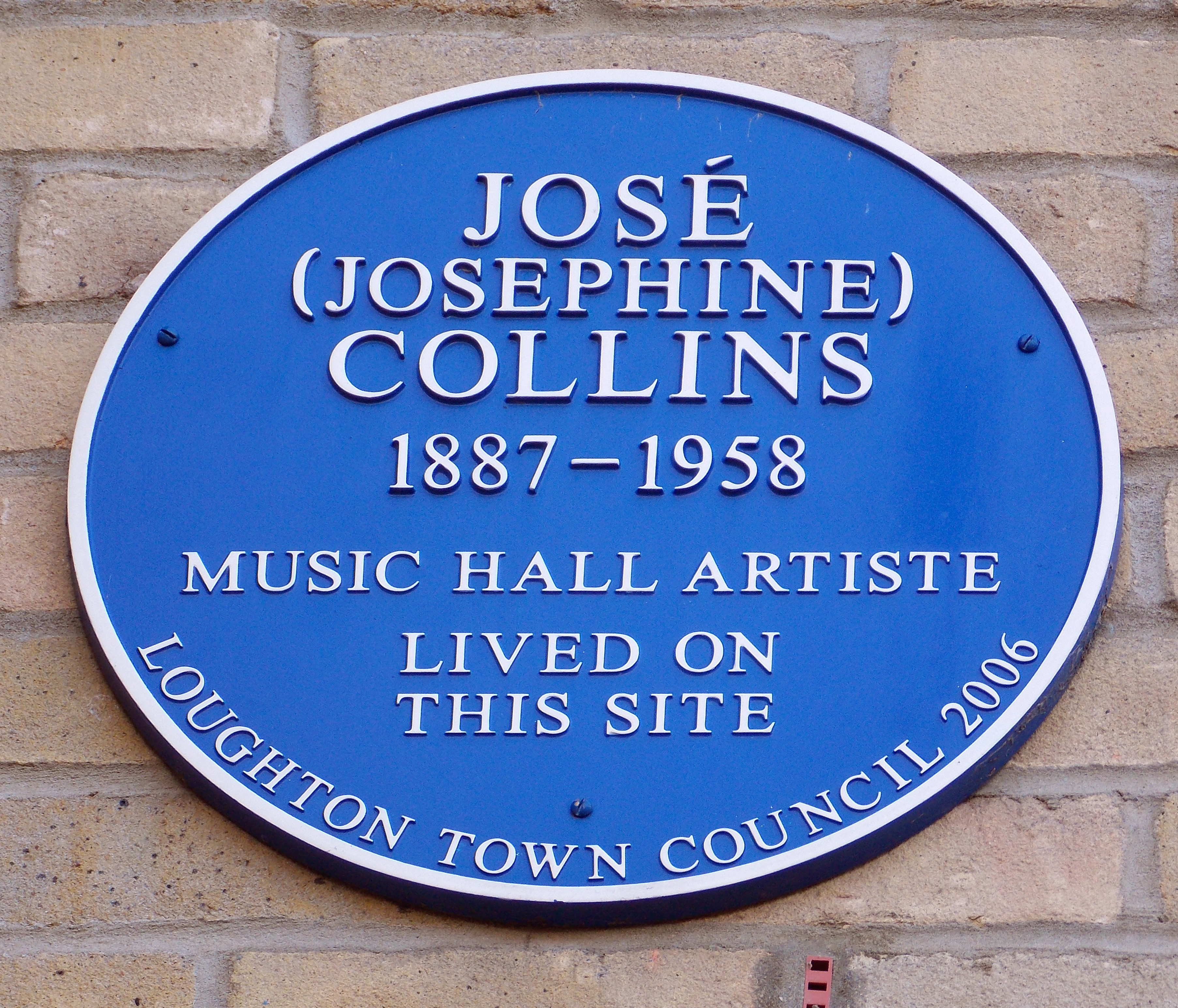
La placca blu di Jose Collins' ad High Road, Loughton

Charlotte Josephine Collins, a volte scritto José Collins (Londra, 23 maggio 1887 – Epping, 6 dicembre 1958), è stata un'attrice e cantante britannica, celebre per le sue interpretazioni in commedie musicali e nei primi film.

## Biografia

### Primi anni
Charlotte Josephine Collins nacque a Londra nel 1887 dall'artista di music-hall e attrice comica Lottie Collins, che rese popolare la canzone Ta-ra-ra Boom-de-ay! e l'insegnante di musica di sua madre, Stephen Patrick Cooney. Successivamente si sposarono e Lottie prese il nome di Charlotte Josephine Cooney.

### Carriera
La Collins iniziò come artista da bambina e all'età di 17 anni era apparsa sia in pantomimo che in music-hall come cantante e attrice. Fece il suo debutto nel West End in un ruolo principale in The Antelope (1908). A Broadway apparve in Vera Violetta (1911), The Merry Countess (1912) e (condividendo un duetto con Al Jolson) The Whirl of Society (1912), tra gli altri. Le sue apparizioni in riviste comprendevano le Ziegfeld Follies (1913) e The Passing Show (1914). La Collins registrò la canzone Just You and I and the Moon, composta da Dave Stamper con testi di Gene Buck, dalle Ziegfeld Follies (1913). Ha anche recitato in The Happy Day a Londra e Alone at Last a Broadway nel 1916.
La Collins interpretò il ruolo della protagonista di Teresa, la giovane zingara bandita, nel fortunato musical The Maid of the Mountains (1917) con grande successo e di conseguenza diventò nota con il soprannome di "Maid of the Mountains". In quello spettacolo presentò le canzoni Love Will Find a Way e A Paradise For Two. Recitò in questo spettacolo per tutta la sua durata e in molti revival nel corso degli anni.
Più tardi apparve in Our Peg (1919), A Southern Maid (1920), Sybil (1921), L'ultimo valzer (1922), Catherine (1923), Our Nell (1924) e Frasquita (1925). Trascorse il resto della sua carriera in riviste, varietà e ruoli non musicali, nonché in film. Nella sua carriera cinematografica interpretò il ruolo di Bessie, la modella vendicativa, in The Light That Failed, (1916, basato sulla poesia di Rudyard Kipling) ed apparve in The Imposter (1915), A Woman's Honor (1916) e The Sword of Damocles (1920), tra gli altri. Il suo unico film musicale è stato Facing the Music (1933).

### Vita privata
Si sposò tre volte: la prima, nel 1911, con Leslie Chatfield; in secondo luogo nel 1920 Lord Robert Edward Innes-Ker (fratello di Henry John Innes-Ker, ottavo duca di Roxburghe) e in terzo luogo al dottor Gerald Kirkland. Non ebbe figli da nessuno dei suoi matrimoni; il suo secondo matrimonio si concluse con il divorzio nel 1935.
È commemorata da una targa blu a Loughton. Quando fu eretta, la targa era sulla casa effettiva in cui visse verso la fine della sua vita. Questa fu demolita e sostituita da un blocco di appartamenti chiamato Collins Court.

## Filmografia
- The Impostor (1915)
- A Woman's Honor (1916)
- The Light That Failed (1916)
- Victory and Peace (1918)
- Nobody's Child (1919)
- The Sword of Damocles (1920)
- The Velvet Woman (1923)*corto
- The Last Stake (1923)*corto
- The Courage of Despair (1923)*corto
- The Battle of Love (1923)*corto
- The Shadow of Death (1923)*corto
- Secret Mission (1923)*corto
- Facing the Music (1933)